# Хелена Рубінштейн
Хелена Рубінштейн, власне Хая Рубінштейн (25 грудня 1872, Подґуже біля Кракова — 1 квітня 1965 в Нью-Йорку) — польська підприємиця, колекціонерка мистецтва та меценатка єврейського походження. Засновниця «Helena Rubinstein Inc». Одна з найбагатших жінок в історії.

## Біографія

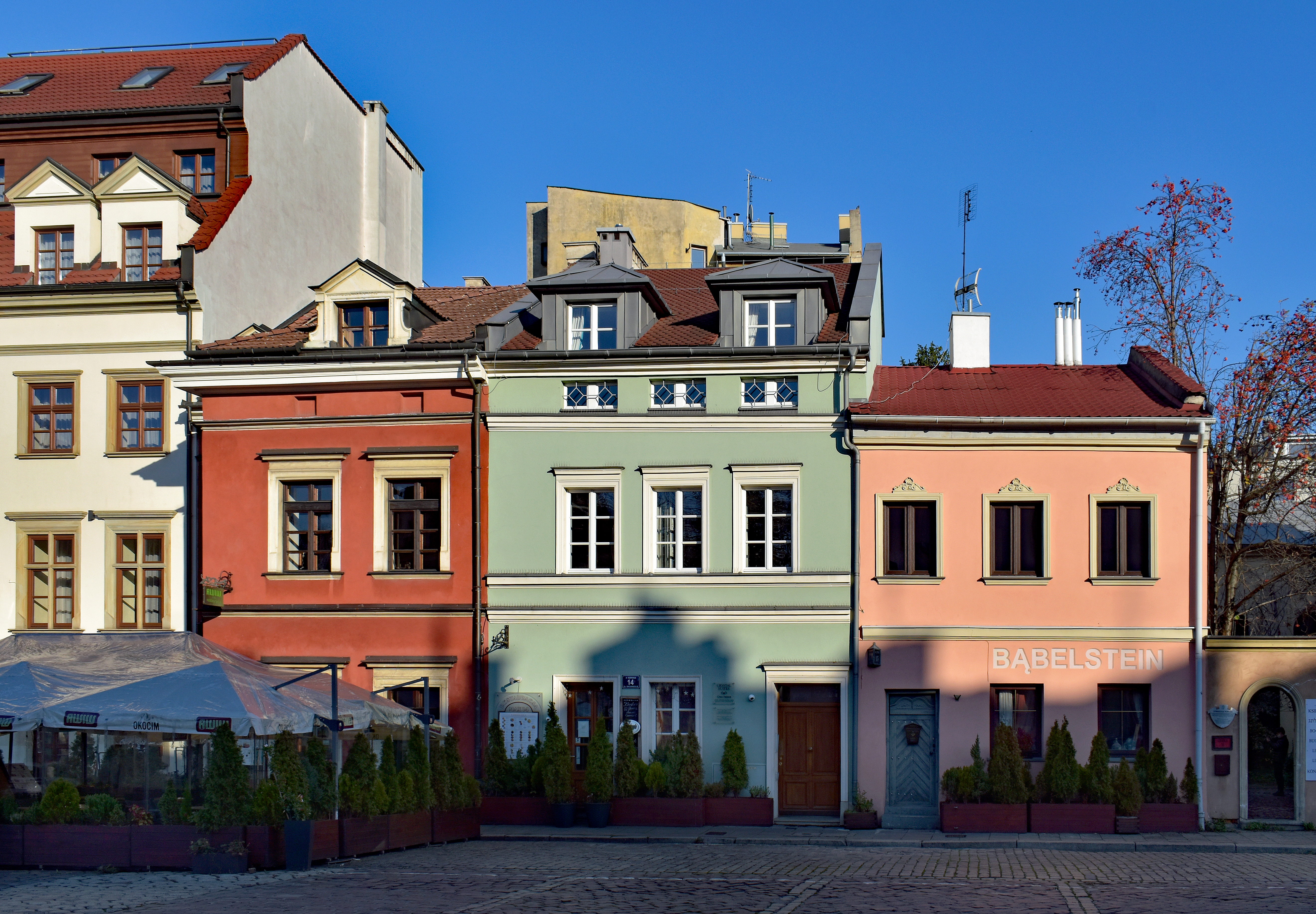
Один із численних будинків родини Гелени Рубінштейн на вул. Широкій, 14 (зелений фасад) у краківському Казімєжі

Народилася в єврейській родині в Подгуже поблизу Кракова старшою з восьми дітей Герцеля Нафталі Рубінштейна та Гітель Шайндель Зільберфельд. Невдовзі після її народження родина переїхала до Казімєжа. У 1890-х Хелена поїхала до родини у Відень, а потім у 1897 році на кораблі «Prinz Regent Luitpold» емігрувала до Австралії. Через кілька років, як громадянка Австралії, вона повернулася до Європи, відкривши салони в Лондоні та Парижі. У 1915 році вона переїхала до США, де залишалася її штаб-квартира до її смерті в 1965 році.
Як колекціонерка і меценатка, вона підтримувала таких польських митців, як Елі Надельман і Аліція Галицька. Її колекції включали роботи імпресіоністів і постімпресіоністів (Огюст Ренуар, Клод Моне, Альфред Сіслей і Едгар Дега), кубістів (Пабло Пікассо, Хуан Ґріс, Жорж Брак, Луї Маркусі, Осип Цадкін) та інших сучасних художників, таких як Пауль Клеє, Фернан Леже, Роже де ла Фресне, Андре Дерен і Анрі Матісс. Важливу частину її зібраних відділів становили роботи сюрреалістів, зокрема Сальвадора Далі, а також роботи Хуана Міро, Павла Челічева, Джорджо де Кіріко, Марка Шагала, Макса Ернста. Деякі з них купувала для презентацій в салонах краси.
Вважається однією з найбагатших жінок в історії.
У 2022 році в Галицькому єврейському в Казімєжі у Кракові відкрилася перша польська виставка, присвячена її постаті.